# مقاطعة إونيا (ميشيغان)
مقاطعة إونيا هي مقاطعة في ميشيغان، بلغ عدد سكانها 63٬905  نسمة، في 2010، عاصمتها إيونيا، تبلغ مساحتها 1٬503 كيلومتر مربع.

## الموقع
تشترك في الحدود مع:
- مقاطعة مونتكالم (ميشيغان)
- مقاطعة باري (ميشيغان).

## التقسيمات الإدارية
- إيونيا.